# Содом и Гоморра (фильм)
«Содом и Гоморра» — кинофильм, в основе сюжета которого свободная интерпретация библейской истории о Содоме и Гоморре.

## Сюжет
Содом и Гоморра процветают за счёт торговли солью, которую добывают рабы. Жители городов жестоки и изнежены. Князь Содома Асторат (Стэнли Бэйкер) плетёт заговор против своей сестры Беры (Анук Эме).
В это время Лот (Стюарт Грейнджер) со своей семьёй пересекает пустыню, надеясь найти новый дом. По дороге он встречает странную женщину по имени Илдит (Пьер Анджели), одну из рабынь Беры. Прибыв в Содом, Лот заключает с Берой договор: в обмен на право поселиться рядом с городом и в случае необходимости оборонять его от врагов он просит, чтобы любой раб, который сумеет добраться до еврейского поселения, освобождался. Бера соглашается и отдаёт Лоту Илдит; её уступчивость вызывает раздражение Астората, который начинает ухаживать за одной из дочерей Лота.
Со временем Лот и Илдит проникаются друг к другу симпатией и в конце концов решают вступить в брак. Приготовления к их свадьбе прерываются нападением кочевников. Лот вынужден приказать сломать дамбу, ранее построенную евреями: вода останавливает кочевников, но разрушает хозяйство Лота. Однако выясняется, что на участке, который выделили евреям, также находятся залежи соли. Это позволяет Лоту и его семейству переехать в Содом.
В Содоме Лот становится уважаемым горожанином и верховным судьёй при царице Бере. Он живёт в роскоши и не борется больше за права рабов. Зять Лота, Ишмаэль, несогласный с этим, решает самостоятельно освободить невольников, но Лот закрывает перед беглыми рабами двери. Как верховный судья, он вынужден вынести Ишмаэлю приговор как бунтовщику. Вскоре после этого к Лоту приходит Асторат, который насмехается над ним и утверждает, что совратил обеих его дочерей, а Илдит знала об этом и молчала. Разгневанный Лот убивает Астората. За это Бера велит бросить его в темницу.
В тюрьме Лот раскаивается и взывает к Богу. Ему являются два ангела, которые рассказывают о намерении Бога разрушить Содом и Гоморру и предлагают ему уйти. Лот просит пощадить оба города, если ему удастся найти хотя бы десятерых, кто согласится вместе с ним покинуть Содом. Однако никто не желает присоединиться к нему, кроме рабов.
Лот с семьёй и рабами уходит из Содома, после чего город разрушается землетрясением и ударами молний. Царица Бера погибает. Илдит, оглянувшись на Содом, превращается в соляной столп. Страдающий Лот с дочерьми и освобождёнными невольниками уходит обратно в пустыню.
По библейской хронологии, патриарх Авраам родился в 1812 году до н. э., а разрушение Содома и Гоморры произошло, когда Аврааму было 99 лет, то есть в 1713 году до н. э.. Таким образом, время действия фильма ориентировочно относится к XVIII веку до н. э.

## В ролях
- Стюарт Грейнджер — Лот
- Пьер Анджели — Илдит
- Анук Эме — царица Бера
- Стенли Бейкер — принц Асторат
- Россана Подеста — Шуа
- Рик Батталья — Мельхиор
- Джакомо Росси-Стюарт — Ишмаэл
- Сцилла Габель — Тамар
- Энтони Стеффен — капитан
- Габриэле Тинти — лейтенант
- Энцо Фьермонте — Эбер
- Клаудиа Мори — Малеб
- Фёдор Шаляпин (младший) — Алабиа
- Альдо Сильвани — Надор
- Ларс Блох — Эрик (в титрах не указан)

## Отзывы критиков
Рецензент британского журнала Time Out невысоко оценил фильм, сочтя образы персонажей недостаточно хорошо проработанными (кроме персонажа Анук Эме), а сюжетные повороты — заезженными.